# Reuss-Untergreiz

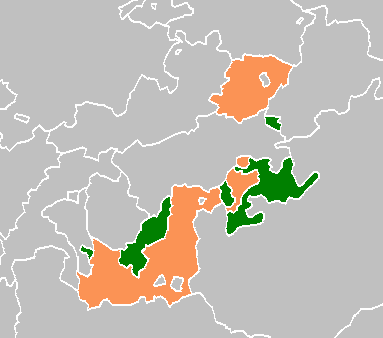
De vorstendommen van de jongere linie in 1820 (oranje) - de interne grenzen zijn niet aangegeven; groen de oudere linie

Reuss-Untergreiz was een graafschap in Thüringen dat bestond van 1564 tot 1768, onder bestuur van Reuss oudere linie, een tak van het Huis Reuss. Tussen 1583 en 1596 was Reuss-Untergreiz tijdelijk verdeeld in Reuss-Untergreiz I en Reuss-Untergreiz II (ook wel Reuss-Dölau genaamd).

## Geschiedenis

### Tot 1616
In 1564 deelden de Reussen hun territorium op in Untergreiz, Obergreiz en Reuss-Gera, die respectievelijk toekwamen aan Hendrik XV (1506-1572), stamvader van Reuss oudere linie, aan Hendrik XVI (1525-1578), stamvader van Reuss middelste linie en Hendrik XVII (1530-1572), stamvader van Reuss jongere linie. Als residentie deelde Hendrik XV het na de brand van 1540 gerestaureerde Obere Schloß van Greiz met zijn broer Hendrik XVI van Obergreiz. Hendrik XV begon aan de bouw van een eigen kasteel, het latere Untere Schloß ofwel Neue Burg te Greiz.
Hendrik XV stierf in 1572. Hij werd opgevolgd door zijn drie overlevende zoons, Hendrik II de Lange, Hendrik III en Hendrik V, die Untergreiz gemeenschappelijk bestuurden. Toen Hendrik III in november 1582 stierf besloten de beide andere broers in 1583 toch tot een verdeling. Ieder kreeg de helft van Untergreiz. Als onderscheid kreeg het gebied van Hendrik II de naam Reuss-Untergreiz I en dat van Hendrik V Reuss-Untergreiz II, ook wel Reuss-Untergreiz-Dölau.
In 1596 werd het tot dat moment gemeenschappelijk bestuurde gebied rond Schleiz verdeeld. Hendrik II de Lange verkreeg uit die erfenis Burgk, dat hij tot residentie van de nieuwe staat Reuss-Burgk maakte. Tegelijkertijd verkocht hij Untergreiz I aan zijn broer Hendrik V van Untergreiz II zodat Untergreiz weer verenigd was.

### Na de splitsing van 1625

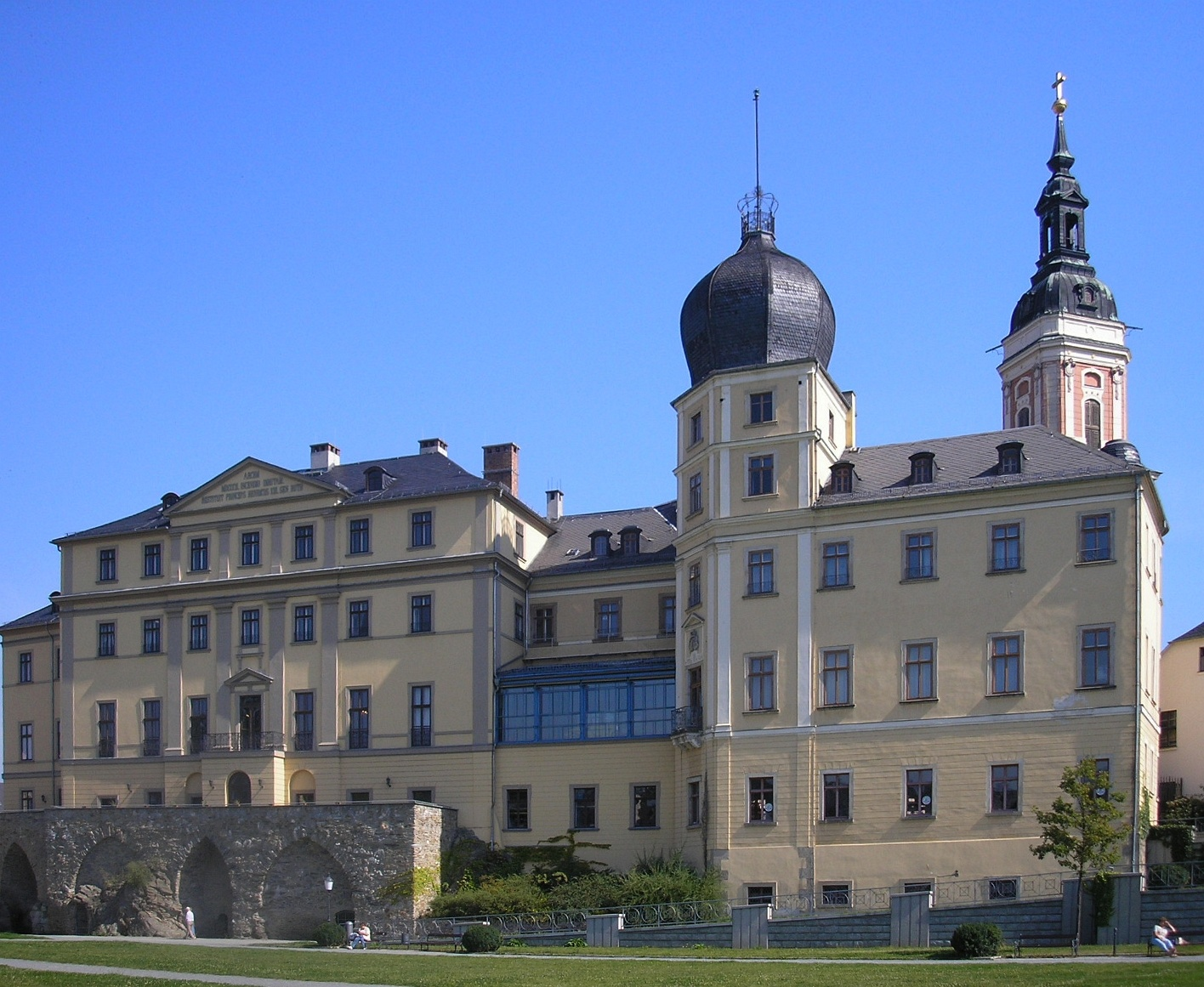
Het Untere Schloß van Greiz, ook wel Neue Burg genoemd

Met het uitsterven van Reuss middelste linie in 1616 kwam Reuss-Obergreiz toe aan Reuss-Untergreiz. Op dat moment was het bestuur van Untergreiz in handen van de twee, nog minderjarige zoons van Hendrik V, Hendrik IV en Hendrik V. In 1625 kwam het tot een gebiedsdeling waarbij Hendrik IV Obergreiz en Hendrik V Untergreiz verkreeg. Hendrik IV bleef in het Obere Schloß van Greiz wonen, Hendrik V koos als residentie het Untere Schloß. Tot Untergreiz behoorden de helft van de stad Greiz (de andere helft behoorde tot Reuss-Obergreiz) het stadje Zeulenroda en verder de dorpen Altgernsdorf, Dasslitz, Eubenberg, Fraureuth, Frotschau, Gottesgrün, Hermannsgrün, Irchwitz, Kahmer, Lehna, Mohlsdorf, Neudeck, Neugernsdorf, Neumühle, Nitschareuth, Pöllwitz, Reinsdorf, Reudnitz, Raasdorf, Schönfeld, Schönbrunn, Tschirma, Walthersdorf en de helft van Pommeranz.
Nadat de tak Reuss-Burgk in 1640 was uitgestorven, werd die heerlijkheid in 1643 verdeeld tussen Untergreiz en Obergreiz. Untergreiz verkreeg het kasteel van Burgk en de dorpjes Brückla, Crispendorf, Dörflas, Erkmannsdorf, Grochwitz, Hain, Kauern, Lunzig, Mehla, Möschlitz, Möschgrün, Neundorf, Pahnstangen, Plothen, Rauschengesees, Remptendorf.
Na de dood van Hendrik V in 1667 kwam het in 1668 tot een opsplitsing van Untergreiz. De oudste zoon, Hendrik II werd heer van het opnieuw ingestelde Reuss-Burgk. De jongste zoon, Hendrik V werd heer van Reuss-Rothenthal. Het restant van Untergreiz kwam toe aan Hendrik IV. Op dat moment bestond Untergreiz uit de helft van de stad Greiz en verder de dorpen Altgernsdorf, Dasslitz, Frotschau, Irchwitz, Lehna, Neugernsdorf, Neumühle, Nitschareuth, Neudeck, Raasdorf, Reinsdorf, Reudnitz, Schönbrunn, Schönfeld, Tschirma, Walthersdorf en de helft van Pommeranz. In 1673 werden de drie broers in de rijksgravenstand verheven.
Hendrik IV streed in 1672 aan de zijde van Lodewijk XIV tegen de Nederlanden (zie ook: Rampjaar) en sneuvelde in 1675. Hij was toen in dienst van de hertog van Brunswijk. Hendrik werd opgevolgd door zijn twee zoons Hendrik XIII en, zij het nominaal, Hendrik XIV, omdat hij reeds op achtjarige leeftijd overleed.
In 1697 stierf de tak Reuss-Burgk uit en in 1698 de tak Reuss-Rothenthal. Beide graafschappen vielen uiteindelijk toe aan Untergreiz. Hiermee was de splitsing van 1668 weer ongedaan gemaakt.
Na de dood van Hendrik XIII in 1733 werd zijn oudste zoon, Hendrik III opvolger. In 1690 was immers de primogenituur ingevoerd. Hendrik III bleef ongetrouwd en stierf in 1768, 67 jaar oud. Untergreiz viel toe aan het graafschap Obergreiz. Omdat nu alle gebieden van Reuss oudere linie waren verenigd ging het land vanaf dat moment officieel als naam Reuss oudere linie voeren.

## Heersers

### heren
- 1564-1572: Hendrik XV (1506-1572)
- 1572-1583: gemeenschappelijk bestuur door:
  - Hendrik II de Lange (1543-1608, zoon van Hendrik XV)
  - Hendrik III (1546-1582, zoon van Hendrik XV)
  - Hendrik V (1549-1604,zoon van Hendrik XV)

- 1583-1596: splitsing in Reuss-Untergreiz I en Reuss-Untergreiz II

- 1596-1604: Hendrik V (1549-1604), daarvoor heer van Reuss-Untergreiz II
- 1604-1667: Hendrik V (1602-1667, zoon van Hendrik V), samen met:
  - 1604-1625: Hendrik IV (1597-1629 zoon van Hendrik V), vanaf 1625 heer van Obergreiz
  - 1604-1625?: Regentschap ??
- 1667-1673: Hendrik IV (1638-1675, zoon van Hendrik V), samen met:
  - 1667-1668: Hendrik II (1634-1697, zoon van Hendrik V), vanaf 1668 heer van Reuss-Burgk
  - 1667-1668: Hendrik V (1645-1698, zoon van Hendrik V), vanaf 1668 heer van Reuss-Rothenthal

### graven
- 1673-1675: Hendrik IV, daarvoor heer van Reuss-Untergreiz
- 1675-1733: Hendrik XIII (1672-1733, zoon van Hendrik IV), (nominaal) samen met:
  - 1675-1682: Hendrik XIV (1674-1682, zoon van Hendrik IV)
  - 1675-1693??: regentschap??:
- 1733-1768: Hendrik III (1701-1768, zoon van Hendrik XIII)

Zie Huis Reuss voor een uitleg over de nummering van de vorsten.